# Champlain and St. Lawrence Railroad
Die Champlain and St. Lawrence Railroad (C&SL) war eine Eisenbahngesellschaft in Niederkanada (heute Québec). Ihre im Jahr 1836 eröffnete, 26 Kilometer lange Bahnstrecke in Kolonialspur (1676 mm) lag südöstlich von Montreal und war die erste Bahnstrecke auf dem Gebiet Kanadas. Die 1857 gegründete Nachfolgegesellschaft Montreal and Champlain Railroad ging 1872 in der Grand Trunk Railway auf.

## Geschichte
Eine Gruppe von Montrealer Geschäftsleuten um den Brauereibesitzer John Molson und den Bankier Peter McGill gründete 1832 die C&SL. Ziel war es, den Sankt-Lorenz-Strom und den Rivière Richelieu ähnlich wie eine Portage miteinander zu verbinden. Durch diese Abkürzung sollte der mit Schiffen abgewickelte Güterverkehr von Montreal über den Lake Champlain und den Hudson River nach New York erleichtert werden. Zwei amerikanische Vermesser legten die Strecke fest. Sie sollte von der Stadt Saint-Jean-sur-Richelieu zum kleinen Dorf La Prairie (zwölf Kilometer südlich von Montreal am Südufer des Sankt-Lorenz-Stroms) verlaufen.
Die Bauarbeiten begannen im Januar 1835. Als Spurweite wählte man die so genannte Kolonialspur von 5 Fuß und 6 Zoll (1676 mm); die Schienen bestanden aus sechs Zoll breiten Kiefernstämmen, die mit Eisenplatten und Bolzen miteinander verbunden waren (in den 1850er Jahren durch Eisenschienen ersetzt). Die erste Lokomotive, die Dorchester, stammte aus der Fabrik von Robert Stephenson in Newcastle upon Tyne und wurde durch das Verfeuern von Holz angetrieben. Testfahrten auf der Strecke fanden nachts statt, um möglichst wenige Anwohner zu erschrecken. Am 21. Juli 1836 erfolgte die offizielle Eröffnung, der reguläre Betrieb begann vier Tage später. Der 1836 eröffnete Streckenabschnitt zwischen Saint-Jean-sur-Richelieu und La Prairie gilt als erste Eisenbahn in Kanada und wurde am 15. Mai 1925 durch den zuständigen Minister der kanadische Bundesregierung, auf Vorschlag des Historic Sites and Monuments Board of Canada, zu einem „nationalen historischen Ereignis“ erklärt.
Zwar entwickelte sich der Güterverkehr nicht wie erhofft, da die Flussschiffer die Frachtkosten als zu hoch empfanden, hingegen übertraf der Personenverkehr alle Erwartungen. 1851 wurde die Strecke nach Rouses Point im US-Bundesstaat New York verlängert, 1852 nach Saint-Lambert direkt gegenüber von Montreal. Die C&SL fusionierte 1857 mit der Montreal and New York Railroad zur Montreal and Champlain Railroad (M&C). 1864 leaste die Grand Trunk Railway die M&C, 1872 übernahm sie das Unternehmen ganz. Ein Jahr später wurde die Strecke auf Normalspur umgespurt. Seit 1923 ist die Strecke im Besitz der Canadian National Railway, die darauf nach wie vor Güterverkehr abwickelt.